# Alfred Alsleben (Politiker)

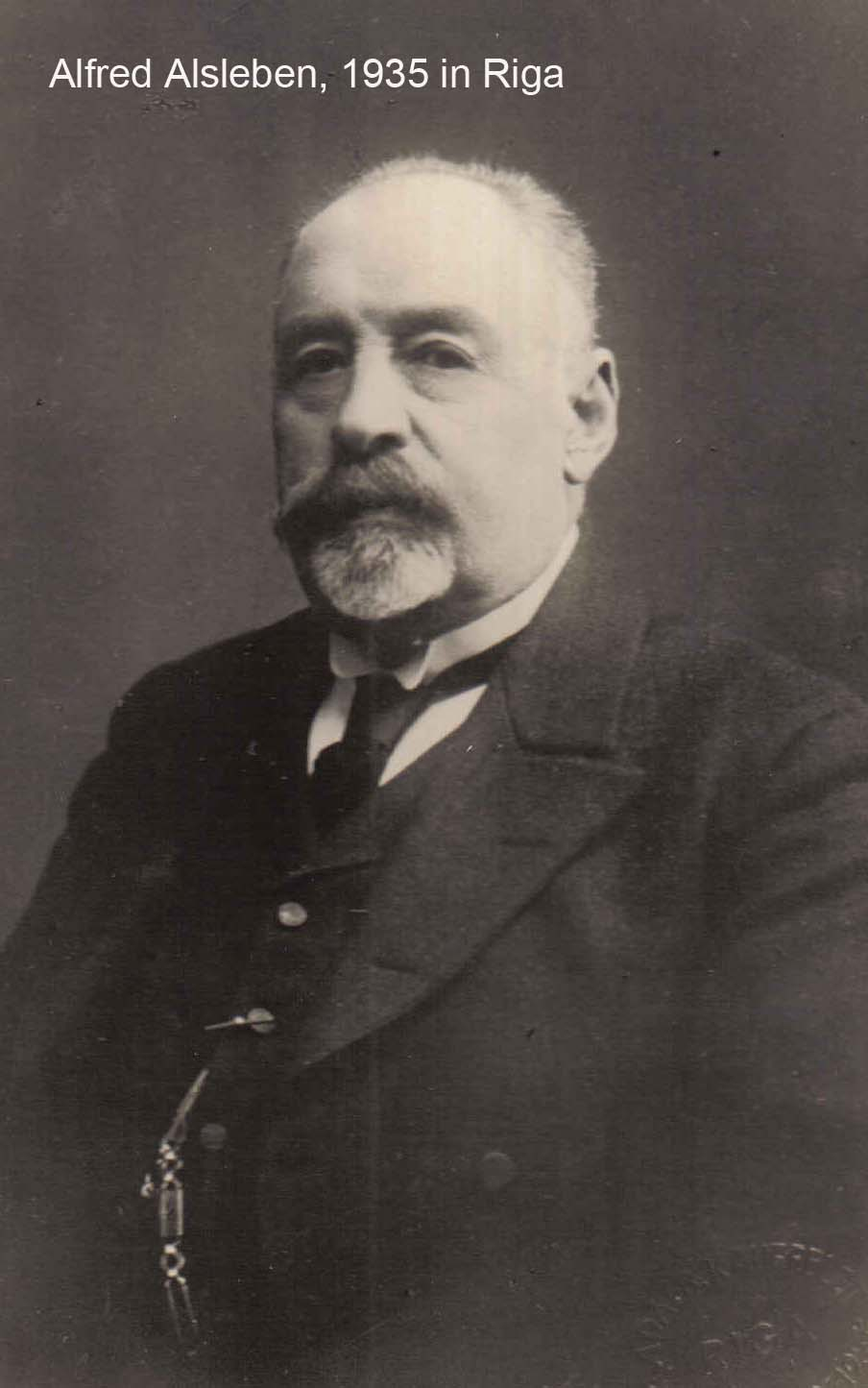
Alfred Alsleben

Alfred Woldemar August Alsleben (* 24. Dezember 1861 im Kalnekrug in Adiamünde, Gouvernement Livland; † 10. März 1941 in Posen) war ein deutsch-baltischer Malermeister und Politiker in Riga.

## Leben
Alsleben wurde in der Kirche zu Pernigel im heutigen Bezirk Salacgrīva getauft. Er besuchte die berühmte Internatsschule Birkenruh und erlernte bei Malermeister Petersen in Wenden im Gouvernement Livland das Malerhandwerk. Er ging nach Riga und arbeitete in der von Johann Christoph Wöhrmann gegründeten Maschinenfabrik und später bei Felser & Co. Er verkehrte bei Kerns – Kern war Tischlermeister und Modelleur bei Felser & Co. – und heiratete 1890 die Tochter Emilie Charlotte Kern. Während der Hochzeitsfeier fiel bei einem Trinkspruch der Satz und er nahm nicht die Schale, er nahm sich den Kern. Am 11. Februar 1895 wurde er als Malermeister in die St.-Johannis-Gilde zu Riga unter der Nr. 115 aufgenommen. Seine Frau Emilie Charlotte war unter der Nr. 114 eingetragen worden. Später wurde er Amts-Malermeister und Ältester des Maleramtes. Er war im Aufsichtsrat der Gildenbank, Ehrenmitglied der Nordeckschen Freiwilligen Feuerwehr, Begründer und Senior des Hagensberger Turn- und Sportvereins und Ehrenältermann der St. Johannis-Gilde. Auf den Listen der Baltischen Konstitutionellen Partei und der Partei der friedlichen Erneuerung kandidierte er erfolgreich bei der Wahl zur Zweiten Staatsduma von 1907. Er engagierte sich in Rigas Stadtverordnetenversammlung.
Er hatte vor dem Ersten Weltkrieg ein Malergeschäft mit fast 300 Beschäftigten, die in drei Abteilungen mit je einem Geschäftsführer bei der AEG in Riga, auf der Werft von Zepp und eine als Malerkolonne bei Häuserbauten beschäftigt waren. Er besaß ein Mietgrundstück mit vier Häusern und 33 Mietwohnungen für seine Mitarbeiter in Riga, in der Goldinger Str. 8/10 und Hamannstr. 5. Dazu gehörten Holzscheunen, Wagenschauer und Gärten sowie eine Datscha am Rigaschen Strande. Er war Ältester des Maleramtes und Ältermann der St.-Johannis-Gilde zu Riga, war im Aufsichtsrat der Gilden-Sparkasse, Ehrenmitglied der Freiwilligen Feuerwehr von Nordeckshof.

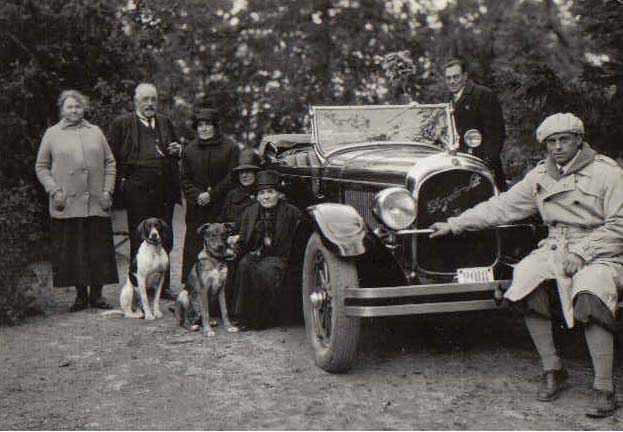
Links Emilie und Alfred Alsleben, rechts die Söhne Herbert und Alfred auf der Stoßstange

1925 wurde er als Abgeordneter der Deutschen Fraktion in die 2. Saeima gewählt. Im Dezember teilte ihm eine (nicht identifizierte) „Lettländische Faszisten-Loge zum Domkreuz“ mit, dass er lettische Interessen verraten habe und zum Tode verurteilt worden sei. Sein Mandat habe er bis zum 16. Dezember niederzulegen. Die Frist verstrich, es passierte nichts. Trotz Intrigen blieb es bei fünf Deutschen im lettischen Parlament.
Nach der Unterzeichnung des Deutsch-sowjetischer Nichtangriffspakt am 23. August 1939 in Moskau erfolgte ab November 1939 die Umsiedlung der Deutschen aus Lettland und Estland ins Deutsche Reich. Am 22. November 1939 ging es mit der MS Steuben von Riga nach Gotenhafen und mit Zügen weiter durch Pommern nach Posen. Im März 1940 erfolgte die Einbürgerung mit reichsdeutschen Pass. Er starb 1941 in Posen.
Alfred Woldemar ist Vater des Leichtathleten Alfred Alsleben und Großvater des Ingenieurs Horst Alsleben.

### Gedruckte Quellen
- Archiv Deutsch-Baltische Genealogische Gesellschaft e. V., Darmstadt.

### Ungedruckte Quellen
- Lettisches Historisches Staatsarchiv Riga, Personenstandsarchiv.
- Herbert Oskar Alsleben: Familienchronik Alsleben. Teil I.-II. Riga 1933, Teil III. Gardelegen 1995. (unveröffentlicht)